# 庫扎大公鄉
44°16′N 27°15′E / 44.267°N 27.250°E
庫扎大公鄉（羅馬尼亞語：Comuna Cuza Vodă, Călărași），是羅馬尼亞的鄉份，位於該國南部，由克勒拉希縣負責管轄，面積141平方公里，海拔高度18米，2007年人口4,100，人口密度每平方公里29人。